# غلاديس كيلي فيتش

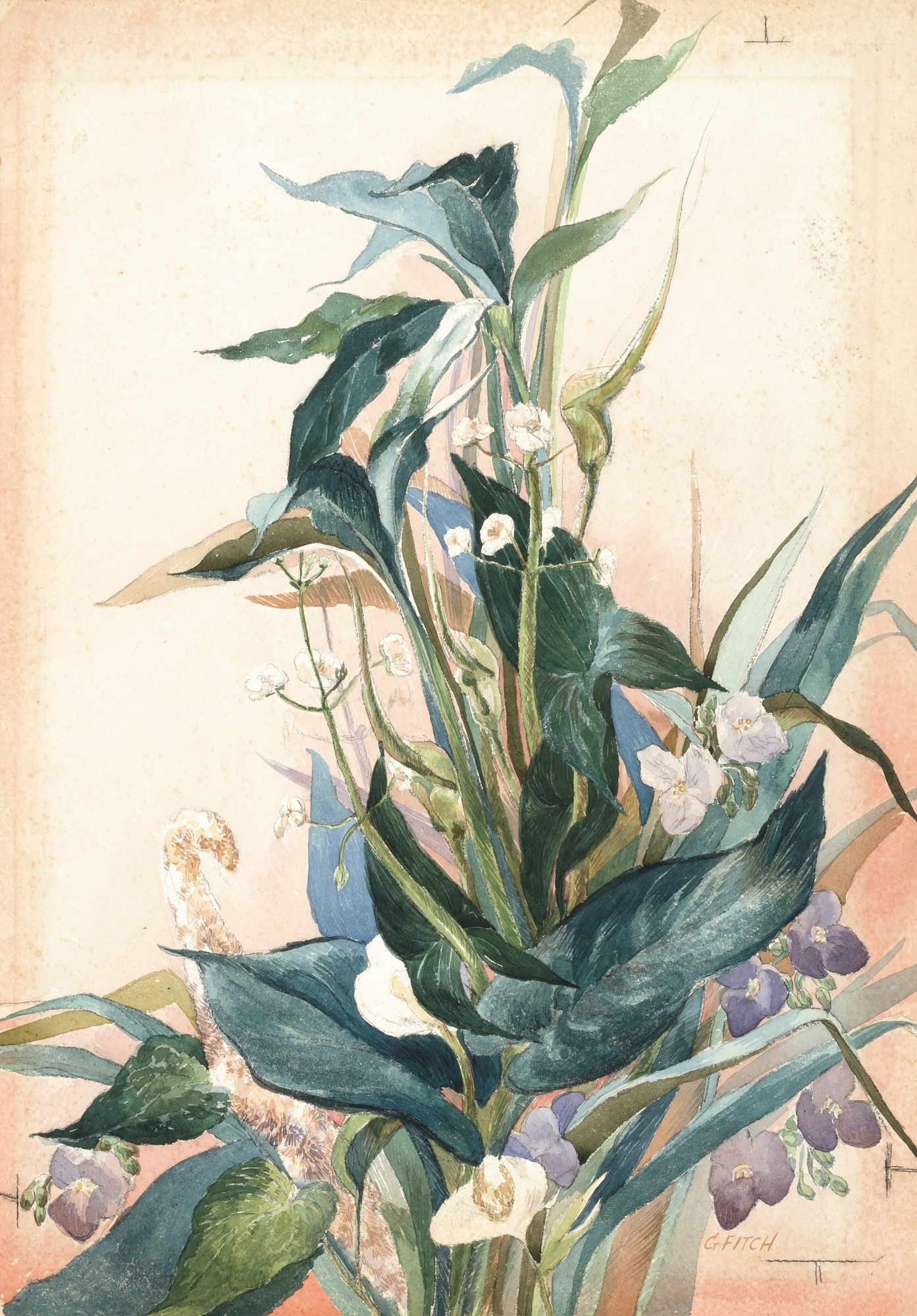
لوحة لغلاديس فيتش، 1940

غلاديس كيلي فيتش (بالإنجليزية: Gladys Kelley Fitch) هي رسامة أمريكية، ولدت في 1896 في نيويورك في الولايات المتحدة، وتوفيت في 1971.